# Riksdagens valurna

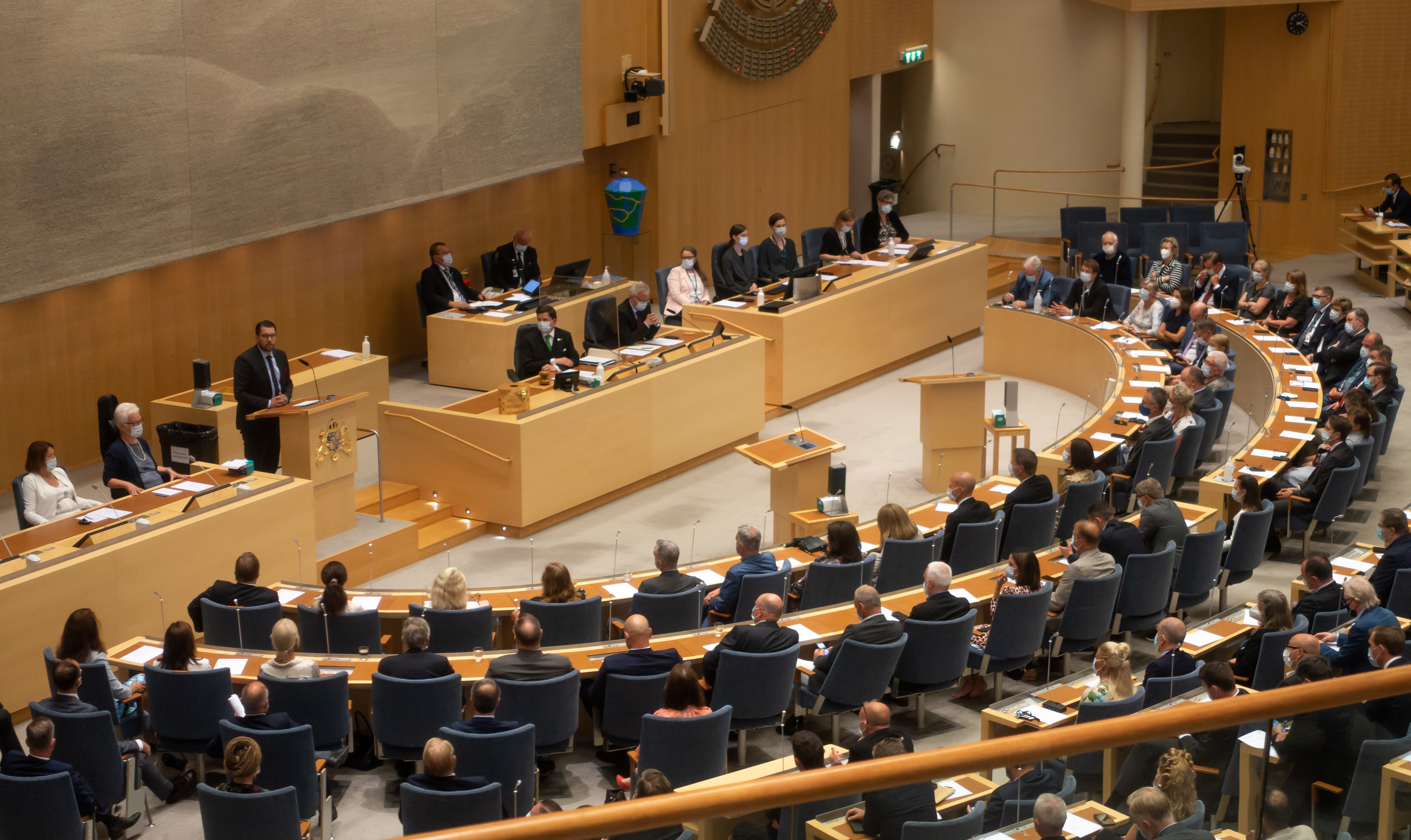
Riksdagens valurna är placerad vid kammarens vägg, till höger nedanför Riksväven, bakom podiet.

Riksdagens valurna avser det kärl där ledamöterna i Sveriges riksdag avlägger sina röster vid slutna omröstningar, till exempel vid val av talman. När den inte används står valurnan på ett glasfundament i plenisalen. Urnan gjordes 1998 av konstnären K.G. Nilson, på riksdagens uppdrag.

## Symbolik
Urnans yttre visar en stiliserad landskapskarta med land, vatten och vägar förenade av en bro, som ett symboliskt tecken på överenskommelse. Ett äpple på urnans lock representerar kunskapens frukt.